# Стоян Брънчев
Стоя̀н Бръ̀нчев е български лесовъд, един от пионерите в организирането на българското горско дело след Освобождението на България.
Той е роден през 1860 г. в Кула. Учи в Чехия и Австрия и се дипломира като лесовъд през 1889 г. в Мюнхен. След това е горски инспектор в Сливен, а през 1890 г. е прехвърлен в Централната горска служба в София, където заема различни постове. Бори се срещу безогледната сеч на българските гори. От 1899 до 1912 г. издава списание „Лесовъдска сбирка“, публикува множество статии и книги. От 1896 г. е дописен член на Българското книжовно дружество (БКД), а от 1900 г. е негов действителен член.
Починал е на 1 април 1940 г.